# Tour de Ski 2022-2023
Il Tour de Ski 2022-2023 si è svolto dal 31 dicembre 2022 all'8 gennaio 2023. Le gare sono iniziate a Val Müstair, Svizzera e termineranno in Val di Fiemme, Italia. I detentori dei titoli erano il norvegese Johannes Høsflot Klæbo e la russa Natal'ja Neprjaeva. Natal'ja Neprjaeva non ha partecipato al Tour de Ski insieme gli atleti russi e bielorussi in quanto, in seguito all'invasione dell'Ucraina, sono esclusi dalle competizioni.
Il vincitore in campo maschile è stato il norvegese Johannes Høsflot Klæbo al terzo successo nel Tour de Ski e secondo consecutivo, mentre in campo femminile ha trionfato la svedese Frida Karlsson, vincitrice del Tour per la prima volta.

## Calendario
| Tappe | Luogo                | Data             | Evento                                 | Distanza | Distanza | Orario (CET) | Orario (CET) | Donne            | Donne               | Uomini                 | Uomini                 |
| Tappe | Luogo                | Data             | Evento                                 | Donne    | Uomini   | Donne        | Uomini       | Vittoria tappa   | Leader cl. generale | Vittoria tappa         | Leader cl. generale    |
| ----- | -------------------- | ---------------- | -------------------------------------- | -------- | -------- | ------------ | ------------ | ---------------- | ------------------- | ---------------------- | ---------------------- |
| 1     | Val Müstair Svizzera | 31 dicembre 2022 | Sprint tecnica libera                  | 1,5 km   | 1,5 km   | 14:00        | 14:28        | Nadine Fähndrich | Nadine Fähndrich    | Johannes Høsflot Klæbo | Johannes Høsflot Klæbo |
| 2     | Val Müstair Svizzera | 1º gennaio 2023  | Pursuit tecnica classica               | 10 km    | 10 km    | 12:00        | 13:15        | Tiril Udnes Weng | Tiril Udnes Weng    | Johannes Høsflot Klæbo | Johannes Høsflot Klæbo |
| 3     | Oberstdorf Germania  | 3 gennaio 2023   | Individual start tecnica classica      | 10 km    | 10 km    | 14:45        | 11:45        | Frida Karlsson   | Frida Karlsson      | Johannes Høsflot Klæbo | Johannes Høsflot Klæbo |
| 4     | Oberstdorf Germania  | 4 gennaio 2023   | Pursuit tecnica libera                 | 20 km    | 20 km    | 14:30        | 11:15        | Frida Karlsson   | Frida Karlsson      | Johannes Høsflot Klæbo | Johannes Høsflot Klæbo |
| 5     | Val di Fiemme Italia | 6 gennaio 2023   | Sprint tecnica classica                | 1,27 km  | 1,27 km  | 12:30        | 12:57        | Lotta Udnes Weng | Frida Karlsson      | Johannes Høsflot Klæbo | Johannes Høsflot Klæbo |
| 6     | Val di Fiemme Italia | 7 gennaio 2023   | Mass start tecnica classica            | 15 km    | 15 km    | 11:45        | 13:30        | Katharina Hennig | Frida Karlsson      | Johannes Høsflot Klæbo | Johannes Høsflot Klæbo |
| 7     | Val di Fiemme Italia | 8 gennaio 2023   | Final Climb, Mass start tecnica libera | 10 km    | 10 km    | 11:00        | 12:45        | Delphine Claudel | Frida Karlsson      | Simen Hegstad Krüger   | Johannes Høsflot Klæbo |

## Punti
Il vincitore della classifica generale ottiene 300 punti, mentre il vincitore di tappa ottiene 50 punti.
| Pos.  | 1   | 2   | 3   | 4   | 5   | 6   | 7   | 8   | 9   | 10  | 11  | 12  | 13  | 14  | 15  | 16  | 17  | 18  | 19  | 20  | 21  | 22  | 23  | 24  | 25 | 26 | 27 | 28 | 29 | 30 | 31 | 32 | 33 | 34 | 35 | 36 | 37 | 38 | 39 | 40 | 41 | 42 | 43 | 44 | 45 | 46 | 47 | 48 | 49 | 50 |
| ----- | --- | --- | --- | --- | --- | --- | --- | --- | --- | --- | --- | --- | --- | --- | --- | --- | --- | --- | --- | --- | --- | --- | --- | --- | -- | -- | -- | -- | -- | -- | -- | -- | -- | -- | -- | -- | -- | -- | -- | -- | -- | -- | -- | -- | -- | -- | -- | -- | -- | -- |
| Punti | 300 | 285 | 270 | 255 | 240 | 225 | 216 | 207 | 198 | 189 | 180 | 174 | 168 | 162 | 156 | 150 | 144 | 138 | 132 | 126 | 120 | 114 | 108 | 102 | 96 | 90 | 84 | 78 | 72 | 66 | 60 | 57 | 54 | 51 | 48 | 45 | 42 | 39 | 36 | 33 | 30 | 27 | 24 | 21 | 18 | 15 | 12 | 9  | 6  | 3  |

| Pos.  | 1  | 2  | 3  | 4  | 5  | 6  | 7  | 8  | 9  | 10 | 11 | 12 | 13 | 14 | 15 | 16 | 17 | 18 | 19 | 20 | 21 | 22 | 23 | 24 | 25 | 26 | 27 | 28 | 29 | 30 |
| ----- | -- | -- | -- | -- | -- | -- | -- | -- | -- | -- | -- | -- | -- | -- | -- | -- | -- | -- | -- | -- | -- | -- | -- | -- | -- | -- | -- | -- | -- | -- |
| Punti | 50 | 47 | 44 | 41 | 38 | 35 | 32 | 30 | 28 | 26 | 24 | 22 | 20 | 18 | 16 | 15 | 14 | 13 | 12 | 11 | 10 | 9  | 8  | 7  | 6  | 5  | 4  | 3  | 2  | 1  |

## Classifiche finali

### Classifica generale
| Pos. | Nome                   | Tempo     |
| ---- | ---------------------- | --------- |
| 1    | Johannes Høsflot Klæbo | 2h44'28"9 |
| 2    | Simen Hegstad Krüger   | +59"5     |
| 3    | Hans Christer Holund   | +1'21"3   |
| 4    | Federico Pellegrino    | +1'44"4   |
| 5    | Pål Golberg            | +2'05"3   |
| 6    | Calle Halfvarsson      | +2'09"2   |
| 7    | Sjur Røthe             | +2'09"9   |
| 8    | Friedrich Moch         | +2'26"4   |
| 9    | Didrik Tønseth         | +2'43"0   |
| 10   | Jules Lapierre         | +2'48"5   |

| Pos. | Nome              | Tempo     |
| ---- | ----------------- | --------- |
| 1    | Frida Karlsson    | 3h09'31"4 |
| 2    | Kerttu Niskanen   | +33"2     |
| 3    | Tiril Udnes Weng  | +47"6     |
| 4    | Rosie Brennan     | +1'42"1   |
| 5    | Katharina Hennig  | +2'13"0   |
| 6    | Heidi Weng        | +2'27"2   |
| 7    | Astrid Øyre Slind | +2'52"1   |
| 8    | Lotta Udnes Weng  | +3'05"8   |
| 9    | Teresa Stadlober  | +3'16"2   |
| 10   | Delphine Claudel  | +4'17"0   |

### Classifica sprint
| Pos. | Nome                   | Punti |
| ---- | ---------------------- | ----- |
| 1    | Johannes Høsflot Klæbo | 159   |
| 2    | Sindre Bjørnestad Skar | 84    |
| 3    | Calle Halfvarsson      | 84    |
| 4    | Federico Pellegrino    | 77    |
| 5    | Pål Golberg            | 50    |

| Pos. | Nome             | Punti |
| ---- | ---------------- | ----- |
| 1    | Tiril Udnes Weng | 130   |
| 2    | Frida Karlsson   | 102   |
| 3    | Lotta Udnes Weng | 76    |
| 4    | Kerttu Niskanen  | 68    |
| 5    | Katharina Hennig | 45    |

### Classifica per nazioni
| Pos. | Nazione     | Tempo      |
| ---- | ----------- | ---------- |
| 1    | Norvegia    | 11h44'03"2 |
| 2    | Svezia      | +13'22"6   |
| 3    | Stati Uniti | +15'35"4   |
| 4    | Francia     | +16'26"7   |
| 5    | Finlandia   | +18'41"7   |

## Tappe

### 1ª Tappa
31 dicembre 2022, Val Müstair, Svizzera
| Pos. | Nome                   | Tempo   |
| ---- | ---------------------- | ------- |
| 1    | Johannes Høsflot Klæbo | 3'00"98 |
| 2    | Federico Pellegrino    | +0"18   |
| 3    | Sindre Bjørnestad Skar | +2"19   |
| 4    | Michal Novák           | +3"39   |
| 5    | Richard Jouve          | +3"41   |

| Pos. | Nome             | Tempo   |
| ---- | ---------------- | ------- |
| 1    | Nadine Fähndrich | 3'23"56 |
| 2    | Maja Dahlqvist   | +0"47   |
| 3    | Lotta Udnes Weng | +0"62   |
| 4    | Tiril Udnes Weng | +2"35   |
| 5    | Frida Karlsson   | +3"39   |

### 2ª Tappa
1º gennaio 2023, Val Müstair, Svizzera
| Pos. | Nome                   | Tempo   |
| ---- | ---------------------- | ------- |
| 1    | Johannes Høsflot Klæbo | 25'55"0 |
| 2    | Pål Golberg            | +10"2   |
| 3    | Federico Pellegrino    | +10"2   |
| 4    | Simen Hegstad Krüger   | +28"0   |
| 5    | Sindre Bjørnestad Skar | +29"6   |

| Pos. | Nome               | Tempo   |
| ---- | ------------------ | ------- |
| 1    | Tiril Udnes Weng   | 28'51"3 |
| 2    | Kerttu Niskanen    | +0"4    |
| 3    | Frida Karlsson     | +0"6    |
| 4    | Anne Kjersti Kalvå | +1"9    |
| 5    | Lotta Udnes Weng   | +21"8   |

### 3ª Tappa
3 gennaio 2023, Oberstdorf, Germania
| Pos. | Nome                   | Tempo   |
| ---- | ---------------------- | ------- |
| 1    | Johannes Høsflot Klæbo | 21'38"5 |
| 2    | Simen Hegstad Krüger   | +12"4   |
| 3    | Didrik Tønseth         | +22"4   |
| 4    | Calle Halfvarsson      | +24"9   |
| 5    | Pål Golberg            | +26"9   |

| Pos. | Nome               | Tempo   |
| ---- | ------------------ | ------- |
| 1    | Frida Karlsson     | 24'53"3 |
| 2    | Krista Pärmäkoski  | +16"6   |
| 3    | Anne Kjersti Kalvå | +18"1   |
| 4    | Tiril Udnes Weng   | +20"0   |
| 5    | Kerttu Niskanen    | +40"7   |

### 4ª Tappa
4 gennaio 2023, Oberstdorf, Germania
| Pos. | Nome                   | Tempo   |
| ---- | ---------------------- | ------- |
| 1    | Johannes Høsflot Klæbo | 41'35"8 |
| 2    | Sindre Bjørnestad Skar | +1"8    |
| 3    | Federico Pellegrino    | +2"1    |
| 4    | Calle Halfvarsson      | +2"9    |
| 5    | Sjur Røthe             | +3"4    |

| Pos. | Nome               | Tempo   |
| ---- | ------------------ | ------- |
| 1    | Frida Karlsson     | 48'02"6 |
| 2    | Krista Pärmäkoski  | +14"1   |
| 3    | Tiril Udnes Weng   | +1'28"0 |
| 4    | Anne Kjersti Kalvå | +1'29"3 |
| 5    | Patrīcija Eiduka   | +1'46"1 |

### 5ª Tappa
6 gennaio 2023, Val di Fiemme, Italia
| Pos. | Nome                   | Tempo   |
| ---- | ---------------------- | ------- |
| 1    | Johannes Høsflot Klæbo | 2'43"85 |
| 2    | Calle Halfvarsson      | +0"26   |
| 3    | Simone Mocellini       | +0"94   |
| 4    | Lucas Chanavat         | +1"23   |
| 5    | Johan Häggström        | +1"41   |

| Pos. | Nome              | Tempo   |
| ---- | ----------------- | ------- |
| 1    | Lotta Udnes Weng  | 3'06"04 |
| 2    | Tiril Udnes Weng  | +0"35   |
| 3    | Mathilde Myhrvold | +0"67   |
| 4    | Katharina Hennig  | +0"83   |
| 5    | Krista Pärmäkoski | +1"29   |

### 6ª Tappa
7 gennaio 2023, Val di Fiemme, Italia
| Pos. | Nome                   | Tempo   |
| ---- | ---------------------- | ------- |
| 1    | Johannes Høsflot Klæbo | 39'59"2 |
| 2    | Pål Golberg            | +0"4    |
| 3    | Francesco De Fabiani   | +1"2    |
| 4    | Antoine Cyr            | +1"3    |
| 5    | Calle Halfvarsson      | +1"6    |

| Pos. | Nome             | Tempo   |
| ---- | ---------------- | ------- |
| 1    | Katharina Hennig | 44'26"7 |
| 2    | Frida Karlsson   | +0"7    |
| 3    | Kerttu Niskanen  | +0"8    |
| 4    | Rosie Brennan    | +1"0    |
| 5    | Teresa Stadlober | +10"9   |

### 7ª Tappa
8 gennaio 2023, Val di Fiemme, Italia
| Pos. | Nome                 | Tempo   |
| ---- | -------------------- | ------- |
| 1    | Simen Hegstad Krüger | 31'20"4 |
| 2    | Hans Christer Holund | +4"8    |
| 3    | Jules Lapierre       | +25"0   |
| 4    | Sjur Røthe           | +27"4   |
| 5    | Friedrich Moch       | +38"9   |

| Pos. | Nome             | Tempo   |
| ---- | ---------------- | ------- |
| 1    | Delphine Claudel | 36'35"4 |
| 2    | Heidi Weng       | +20"2   |
| 3    | Sophia Laukli    | +35"7   |
| 4    | Kerttu Niskanen  | +36"2   |
| 5    | Jessie Diggins   | +53"5   |